# Willem C. van Unnik
Willem Cornelis van Unnik (Haarlem, 28 augustus 1910 – Bilthoven, 17 maart 1978) was van 1946 tot 1978 hoogleraar Nieuwe Testament aan de Faculteit der Godgeleerdheid van de Universiteit Utrecht. In 1962-1963 was hij rector magnificus. Het Willem C. van Unnikgebouw van de Universiteit Utrecht is naar hem genoemd.
Willem C. van Unnik promoveerde in 1937 aan de Universiteit Leiden bij prof. dr. Johannes de Zwaan op een onderzoek naar de eucharistie in de Oost-Syrische traditie. Van 1938 tot 1942 en van 1945 tot 1946 was hij Nederlands Hervormd predikant en daarnaast vanaf 1939 docent Nieuwe Testament aan de Universiteit Leiden. In 1946 werd hij benoemd tot gewoon hoogleraar in de uitlegging van het Nieuwe Testament en de oud-christelijke letterkunde aan de Faculteit der Godgeleerdheid van de Universiteit Utrecht. Hij was corresponding fellow van de British Academy, sinds 1965 erelid van de Society of Biblical Literature, en sinds 1951 lid van de Koninklijke Nederlandse Akademie van Wetenschappen. Hij ontving eredoctoraten van universiteiten te Münster (1961), St. Andrews (1961), Oslo (1965) en Straatsburg (1970).
Zijn wetenschappelijk output bestond voornamelijk uit vele essays die zijn verzameld in de vierdelige serie Sparsa Collecta. Daarnaast was hij een drijvende kracht achter het project Corpus Hellenisticum Novi Testamenti.

## Wetenschappelijke publicaties
Bibliografie: Pieter W. van der Horst, 'Bibliografie von W.C. van Unnik', in: W.C. van Unnik, Das Selbstverständnis der jüdischen Diaspora in der hellenistisch-römischen Zeit, aus den Nachlaß herausgegeben und bearbeitet von P.W. van der Horst (Leiden: Brill, 1993), 29-50.
- W.C. van Unnik, Sparsa Collecta. The Collected Essays of W.C. van Unnik, Part One (Supplements to Novum Testamentum 29; Leiden: Brill, 1973).
- W.C. van Unnik, Sparsa Collecta. The Collected Essays of W.C. van Unnik, Part Two (Supplements to Novum Testamentum 30; Leiden: Brill, 1980).
- W.C. van Unnik, Sparsa Collecta. The Collected Essays of W.C. van Unnik, Part Three (Supplements to Novum Testamentum 31; Leiden: Brill, 1983).
- Cilliers Breytenbach and Pieter W. van der Horst (eds.), Sparsa Collecta. The Collected Essays of W.C. van Unnik, Part Four (Supplements to Novum Testamentum 156; Leiden: Brill, 2014).